# Cashmere

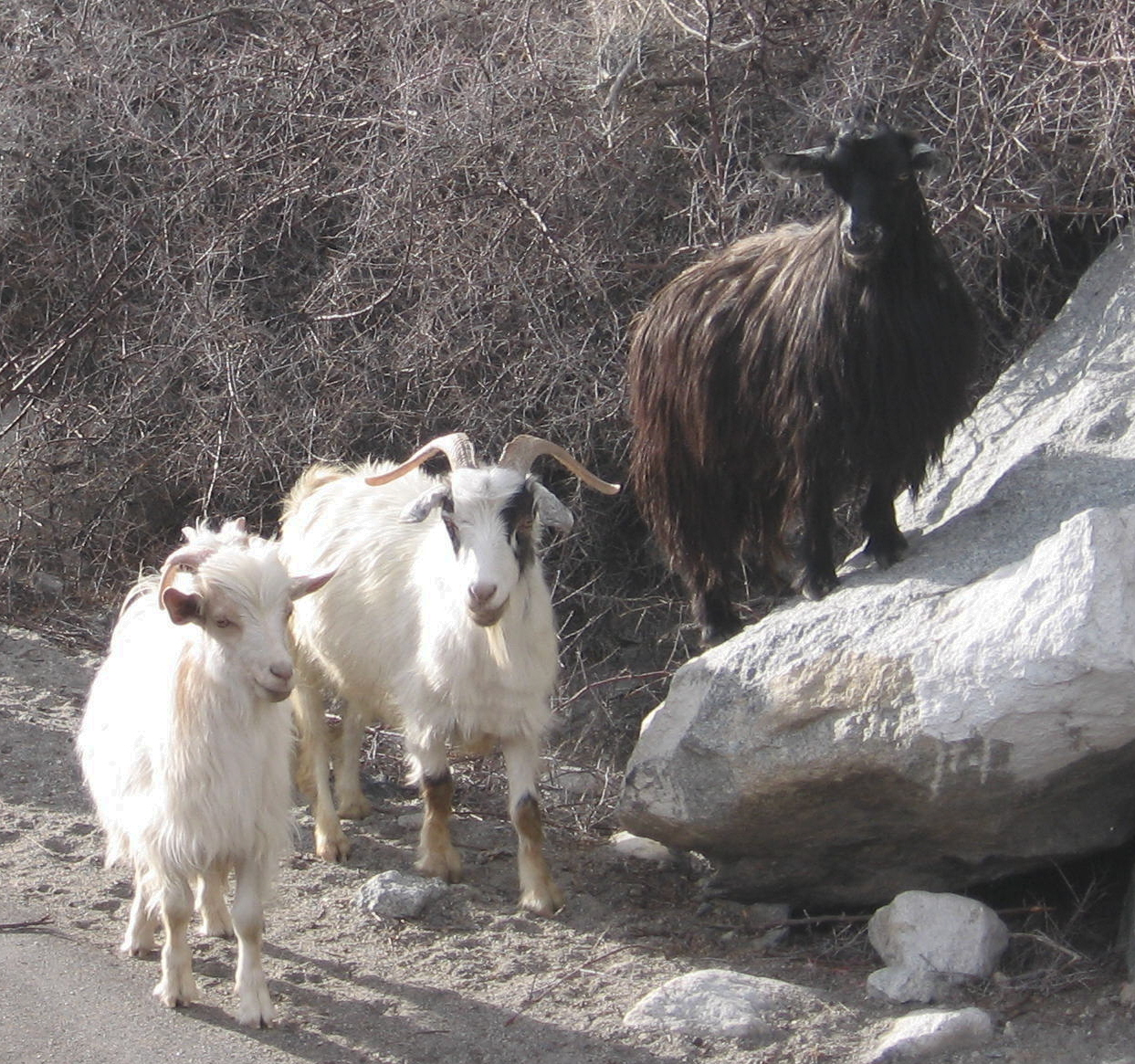
La capra changthangi, il cui pelo è utilizzato per il cashmere

Il cashmere (nome inglese) o cachemire (nome francese), in italiano adattato di rado come casimiro o casimira o casimirra o cascimirra, è una pregiata fibra tessile formata con il pelo di Capra hircus. Il suo nome viene dal Kashmir, regione storica attualmente divisa tra India, Pakistan e Cina, da dove la si esportò verso l'Europa sin dall'inizio del XIX secolo.

## Origine
Le capre vivono nelle regioni montuose e degli altipiani dell'Asia. I paesi fornitori più importanti sono: Iran, Mongolia, Cina e Afghanistan. Modeste quantità vengono prodotte anche dalla regione del Kashmir.
Le particolari condizioni climatiche, i forti sbalzi di temperatura tra il giorno e la notte di queste zone, favoriscono lo sviluppo della peluria chiamata duvet.
Questa peluria (come del resto tutte le fibre animali) ha lo scopo di termo-regolare il corpo dell'animale rispetto all'ambiente esterno, proteggendolo sia dalle basse, sia dalle alte temperature.

## Descrizione
La mano del cashmere è morbida, setosa e vellutata, dà una sensazione calda e soffice. La parte più sottile e fine è la peluria del sottomantello ed è chiamata duvet, cioè lo strato inferiore soffice e lanoso; la parte più grossa con peli rigidi e ruvidi proviene dal mantello esterno ed è chiamata giarre.
Per raccoglierlo si esegue una pettinatura manuale del mantello durante la stagione della muta, che avviene in primavera.
La produzione si aggira in media tra 100 e 200 grammi di pelo fine per ogni animale adulto.

### Denominazioni
Prende nome, seguendo le normative di legge:
- sigla etichettatura tessile: WS
- in Germania, kaschmir
- in Inghilterra e negli Stati Uniti d'America, cashmere
- in Francia, cachemire

### Lavorazione delcashmere
La Cina è il primo produttore al mondo di cashmere, fanno seguito Mongolia, Afghanistan, Iran, India, Pakistan.
Uno dei Paesi più importanti per la lavorazione del cashmere è l'Italia, in particolare nelle zone piemontesi del biellese e della Valsesia. Qui hanno sede le più importanti aziende al mondo che lavorano questa fibra con un ciclo completo di produzione: dalla selezione del fiocco di cashmere (quello migliore si riconosce per la lunghezza delle fibre, solitamente proveniente dalla Mongolia) fino alla trasformazione in filato e quindi in tessuto. Grazie alla purezza del fiume  Sesia e del torrente Cervo e alle caratteristiche chimico-fisiche delle loro acque è possibile lavorare il cashmere ottenendo una morbidezza assoluta, difficilmente riproducibile altrove. Tra i principali trasformatori di cashmere di lusso situati in questo distretto esistono Loro Piana (che fa parte del gruppo LVMH), Lanificio Colombo, Zegna e Piacenza Cashmere; altri grandi produttori italiani di capi in cashmere si trovano nel distretto tessile dell'Umbria tra cui Brunello Cucinelli.